# Instalaza
 Instalaza, SA és una companyia que aplica tecnologies avançades en el disseny, desenvolupament i fabricació d'equips i material militar d'infanteria. L'empresa, fundada el 1943, té la seu i la seva planta de producció a Saragossa (Aragó). La companyia es va fer famosa per la producció de llançadors de coets de gran precisió.
L'experiència professional de Instalaza està àmpliament contrastada com proveïdora de les Forces Armades espanyoles i de països de tot el món. Els seus productes han superat controls de qualitat exigents encara en les condicions més dures de treball.
Els productes de Instalaza S.A. equipen a les forces armades de països de tot el món, amb un màxim nivell d'operativitat i eficàcia.
Instalaza ha comptat amb Pedro Morenés Eulate, secretari d'Estat de Defensa entre 1996 i 2000, secretari d'Estat de seguretat entre 2000 i 2002, i secretari d'Estat de Ciència i Tecnologia entre 2002 i 2004, com a representant i conseller
L'empresa va entrar en crisi el 2008 després de la prohibició de les bombes de dispersió pel tractat de Dublín El gener de 2009, Instalaza encara mantenia la bomba de dispersió MAT-120 en el catàleg de la seva web que, tot i no estar il·legalitzada pel tractat de Dublín, el Govern havia recomanat la parada de la seva producció. Després d'un escàndol mediàtic, Instalaza va aclarir que ja no proveïen el MAT-120 i que el mantenen en el seu catàleg com una mostra del seu nivell tecnològic. A més, Instalaza no podrà vendre cap patent relacionada amb aquesta bomba.
No obstant això, la companyia va aconseguir reorientar la seva producció i mercats amb nous segments tecnològics i ara novament Instalaza SA continua subministrant equips a forces militars de diversos països d'arreu del món.
L'abril de 2011 la bomba de dispersió MAT-120 va assolir notorietat internacional després que el diari estatunidenc The New York Times publiqués una notícia en què assegurava que Moammar al-Gaddafi estava utilitzant aquest armament contra població civil durant la Revolució de Líbia de 2011. A finals de 2022 va l'empresa va rebre una carta bomba de les enviades per Pompeyo González Pascual.

## Productes més destacats
- Instalaza C-90
- Instalaza Alcotán-100